# Display Data Channel
Pour les articles homonymes, voir DDC.
Le Display Data Channel (canal des données de l'écran) ou DDC, consiste en une connexion numérique entre un écran (ex : un écran d'ordinateur ou une TV HD) et un émetteur (ex : une carte graphique, un lecteur Blu-Ray ou un HD DVD), et permettent à l'écran de communiquer ses spécifications à l'émetteur du flux vidéo. Ce standard a été créé par le VESA.

## Propriétés physiques
Le lien DDC est transporté sur 3 broches — données, horloge, masse — dans un connecteur VGA D-sub 15 broches, un connecteur DVI, ou un connecteur HDMI.

## Mode de transmission
Le DDC existe à trois niveaux : DDC1, DDC2B et DDC2AB (le AB correspond à Access Bus). La version actuelle du DDC, appelée DDC2B, est basée sur le bus I²C (Inter Integrated Circuit). C'est un bus série qui autorise plusieurs maîtres de bus, même si le DDC2B n'en autorise qu'un seul — l'émetteur du flux. L'écran contient une puce à lecture seule (ROM), programmée par le fabricant, qui contient les informations sur les capacités d'affichage de l'écran.
Le DDC1 est un lien unidirectionnel, allant de l'écran vers la carte graphique. Une identification EDID (Extended Display Identification) contenant les paramètres de l'écran est transmise à la carte graphique. La version DDC2AB, conçue par Philips et Digital avant l'arrivée de l'USB, n'a pas été retenue par les constructeurs. Elle devait permettre de brancher des périphériques pour le PC, sur l'écran et d'utiliser seulement le câble du moniteur. Les constructeurs ont préféré intégrer un hub USB sur les écrans.

## Type d'information
Les données stockées dans la ROM de l'écran sont au format standard EDID (pour Extended Display Identification Data). Ce format est défini par le VESA.
La puce EDID contient les informations suivantes :
- Nom du fabricant ;
- Nom du produit ;
- Formats vidéo supportés ;
- Formats audio supportés ;
- Profondeur des couleurs (Color Depth).

## DDC/CI: canal des données d'affichage avec interface de commandes
DDC/CI (CI : Command Interface) est une extension du DDC spécifiée par le VESA en août 1998. Elle permet à un ordinateur avec une carte graphique appropriée (ou tout autre émetteur de contenu compatible avec la norme) d'ajuster les paramètres du moniteur tels que la luminosité et le contraste ou de réduire les interférences magnétiques (Démagnétisation).
Les écrans supportant le DDC/CI comportent parfois un capteur externe qui leur permet de se calibrer de manière autonome.
Les écrans pivots qui possèdent ce genre de capteurs basculent l'affichage lorsque l'on fait pivoter leur dalle, offrant à la volée les positions paysage ou portrait.